# Мої друзі (фільм, 1975)
«Мої друзі» (італ. Amici miei) — італійський комедійно-драматичний фільм 1975 року, яскравий зразок італійської кінокомедії. Проект фільму належав П'єтро Джермі, який передчасно помер. Після його смерті роботу режисера над фільмом завершив Маріо Монічеллі. Фільм за прибутками переміг навіть трилер Щелепи Стівена Спілберга.
Фільм мав два продовження, «Мої друзі 2» 1982 року (режисер також Монічеллі), і «Мої друзі 3» 1985 року (режисер Нанні Лой).

## Сюжет
П'ятеро друзів: журналіст (Філіп Нуаре), хірург (Адольфо Челі), збіднілий шляхтич (Уго Тоньяцці), власник кафе (Дуіліо дель Прете) та архітектор (Гастоне Москін), хоч їм уже під п'ятдесят, розважаються як десятирічні діти, все для них існує тільки для того, щоб пореготати.

## Ролі виконують
- Уго Тоньяцці — Лельо Маскетті
- Філіп Нуаре — Джорджіо Перодзі
- Гастоне Москін — Рамбальдо Меландрі
- Бернар Бліє — Ріґі Ніколо
- Адольфо Челі[it] — професор Альфео Сасаролі
- Дуіліо дель Прете[it] — Гвідо Неччі

## Навколо фільму
- Фільм знімався у Флоренції, де на площі Демидова (Piazza Demidoff) був бар, який називався «Мої друзі — бар». У 90-х роках він змінив свою назву і був модернізований, перетворившись на американський бар.

## Нагороди
- 1976 Премія Давида ді Донателло [1]:
  - за найкращу режисерську роботу — Маріо Монічеллі
  - за найкращу чоловічу роль — Уго Тоньяцці
- 1976 Премія «Золотий глобус» Асоціації іноземної преси в Італії[it]:
  - за найкраще одкровення чоловічої ролі [it] — Дуіліо дель Прете[it]
- 1976 Премія «Срібна стрічка» Італійського національного синдикату кіножурналістів:
  - найкращому продюсеру[it] — Андреа Ріццолі[it]
  - за найкращий сценарій[it] — Леонард Бенвенуті[it], П’єро Де Бернарді[it], П'єтро Джермі, Туліо Пінеллі
  - за найкращий сюжет[it] — Леонард Бенвенуті[it], П’єро Де Бернарді[it], П'єтро Джермі, Туліо Пінеллі